# Едгар Фрезе
Едгар Вилмар Фрезе (Тилзит, 6. јун 1944 — Беч, 20. јануар 2015) био је немачки музички уметник и пионир електронске музике, најпознатији по оснивању групе за електронску музику Танџерин Дрим 1967. Фрезе је био једини стални члан групе до своје смрти.

## Биографија
Фрезе је рођен у Тилзиту, Источна Пруска (сада Совјетск, Русија), на дан Д током Другог светског рата; чланове његове породице, укључујући и његовог оца, убили су нацисти, а после рата његова мајка и преживела породица настанили су се у Берлину. Похађао је часове клавира са 12 година, а гитару је почео да свира са 15 Након што је показао рану склоност за уметност, Фрезе се уписао на Академију уметности у Берлину да студира сликарство и вајарство.
Године 1965. основао је бенд под називом Једини (The Ones), који је свирао психоделични рок и неке рок и Р&Б изведбе. Док су свирали у Шпанији, бенд је позван да наступи у вили Салвадора Далија у Кадакесу. Фрезеов сусрет са Далијем био је веома утицајан, инспиришући га да настави са експерименталним правцима са својом музиком. Бенд се распао 1967. године, након што су објавили само један сингл "Лејди Гринграс" (Lady Greengrass) Одмах након повратка у Берлин, Фрезе је почео да регрутује музичаре за рок бенд који ће постати Танџерин Дрим.

## Дискографија
Студијски албуми:
| Година | Назив албума                   | Издавач      |
| ------ | ------------------------------ | ------------ |
| 1974   | Aqua                           | Virgin/Brain |
| 1975   | Epsilon in Malaysian Pale      | Virgin/Brain |
| 1976   | Macula Transfer                | Brain        |
| 1978   | Ages                           | Virgin       |
| 1979   | Stuntman                       | Virgin       |
| 1982   | Kamikaze 1989 (филмска музика) | Virgin       |
| 1983   | Pinnacles                      | Virgin       |
| 2005   | Dalinetopia                    | Eastgate     |

Албуми Танџерин Дримс које изводи искључиво Фрезе:
| Година | Назив албума               | Издавач  |
| ------ | -------------------------- | -------- |
| 2005   | Phaedra 2005               | Eastgate |
| 2007   | Summer in Nagasaki         | Eastgate |
| 2007   | One Times One              | Eastgate |
| 2008   | Tangram 2008               | Eastgate |
| 2008   | Hyperborea 2008            | Eastgate |
| 2009   | Chandra                    | Eastgate |
| 2009   | A Cage in Search of a Bird | Eastgate |
| 2009   | Winter in Hiroshima        | Eastgate |
| 2012   | Machu Picchu               | Eastgate |

Компилације:
| Година | Назив албума                        | Издавач           |
| ------ | ----------------------------------- | ----------------- |
| 1980   | Electronic Dreams                   | Brain             |
| 1981   | Solo 1974–1979                      | Virgin            |
| 1995   | Beyond the Storm                    | Virgin            |
| 2003   | Introduction to the Ambient Highway | TDP International |
| 2003   | Ambient Highway, Vol. 1             | TDP International |
| 2003   | Ambient Highway, Vol. 2             | TDP International |
| 2003   | Ambient Highway, Vol. 3             | TDP International |
| 2003   | Ambient Highway, Vol. 4             | TDP International |
| 2005   | Orange Light Years                  | Eastgate          |
| 2012   | Solo 1974–1983 – The Virgin Years   | Virgin            |

## Књиге
- Froese, Edgar (2014). Tangerine Dream – Force Majeure – 1967–2014. Eastgate.
- Stump, Paul (1997). Digital gothic: A critical discography of Tangerine Dream. Wembley: SAF.